# Episodi di Sex and the City (sesta stagione)
La sesta stagione della serie televisiva Sex and the City, composta da 20 episodi, è stata trasmessa per la prima volta negli Stati Uniti dal 22 giugno 2003 al 22 febbraio 2004 sul canale HBO.
In Italia viene trasmessa su Jimmy dal 19 maggio 2004.
| nº | Titolo originale                           | Titolo italiano                        | Prima TV USA      | Prima TV Italia |
| -- | ------------------------------------------ | -------------------------------------- | ----------------- | --------------- |
| 1  | To Market, to Market                       | Amori in rialzo                        | 22 giugno 2003    | 19 maggio 2004  |
| 2  | Great Sexpectations                        | Sesso e crudité                        | 29 giugno 2003    | 20 maggio 2004  |
| 3  | The Perfect Present                        | Presente perfetto                      | 6 luglio 2003     | 21 maggio 2004  |
| 4  | Pick-A-Little, Talk-A-Little               | Il silenzio è d'oro                    | 13 luglio 2003    | 24 maggio 2004  |
| 5  | Lights, Camera, Relationship               | Donne al comando                       | 20 luglio 2003    | 25 maggio 2004  |
| 6  | Hop, Skip, and a Week                      | Pausa di riflessione                   | 27 luglio 2003    | 26 maggio 2004  |
| 7  | The Post-it Always Sticks Twice            | Il Post-it si attacca sempre due volte | 3 agosto 2003     | 27 maggio 2004  |
| 8  | The Catch                                  | La presa                               | 10 agosto 2003    | 28 maggio 2004  |
| 9  | A Woman's Right to Shoes                   | Diritto alle scarpe                    | 17 agosto 2003    | 31 maggio 2004  |
| 10 | Boy, Interrupted                           | Ragazzo interrotto                     | 24 agosto 2003    | 1º giugno 2004  |
| 11 | The Domino Effect                          | Effetto domino                         | 7 settembre 2003  | 2 giugno 2004   |
| 12 | One                                        | Uno                                    | 14 settembre 2003 | 3 giugno 2004   |
| 13 | Let There Be Light                         | L'uomo perfetto                        | 4 gennaio 2004    | 4 giugno 2004   |
| 14 | The Ick Factor                             | Chi sale e chi scende                  | 11 gennaio 2004   | 7 giugno 2004   |
| 15 | Catch-38                                   | Capolinea 38                           | 18 gennaio 2004   | 8 giugno 2004   |
| 16 | Out of the Frying Pan                      | La dura realtà                         | 25 gennaio 2004   | 9 giugno 2004   |
| 17 | The Cold War                               | La guerra fredda                       | 1º febbraio 2004  | 10 giugno 2004  |
| 18 | Splat!                                     | Via da New York                        | 8 febbraio 2004   | 11 giugno 2004  |
| 19 | An American Girl in Paris: Une & Deux Part | Un'americana a Parigi - 1 e 2 parte    | 15 febbraio 2004  | 14 giugno 2004  |
| 20 | An American Girl in Paris: Une & Deux Part | Un'americana a Parigi - 1 e 2 parte    | 22 febbraio 2004  | 15 giugno 2004  |

## Amori in rialzo
- Titolo originale: To Market, to Market
- Diretto da: Michael Patrick King
- Scritto da: Michael Patrick King

### Trama
Carrie è nervosa per il primo appuntamento con Berger: dopo aver aspettato a lungo e aver anche incontrato il neo-papà Aiden, lo invita al cinema un pomeriggio. Samantha conosce il nuovo vicino di casa, un broker che le consiglia che azioni comprare mentre fanno l'amore; Miranda capisce di essere ancora innamorata di Steve, e Charlotte, ormai innamorata di Harry, dopo aver scoperto che lui sposerà solo una donna ebrea si chiede se vale la pena convertirsi al giudaismo per lui.
- Altri interpreti: James Biberi (Agente dell'FBI), James Thomas Bligh (Azionista di Wall Street), John Corbett (Aidan Shaw), Evan Handler (Harry Goldenblatt), Wallace Langham (Willie), Ron Livingston (Jack Berger), Matthew J. Pellowski (Uomo d'affari), Russ Russo (Barista), Victor Webster (Chip Kil-Kinney), Dennis Wit (Azionista), Cheryl Cosenza (Cliente del bar, non accreditata), Matthew Martini (Cliente del teatro, non accreditato)

## Sesso e crudité
- Titolo originale: Great Sexpectations
- Diretto da: Michael Patrick King
- Scritto da: Cindy Chupack

### Trama
Carrie e Berger escono molto volte, e stanno sempre bene insieme, ma Carrie non è soddisfatta del sesso. Samantha comincia a frequentare un locale dove si mangiano verdure crude pur di conoscere l'affascinante cameriere; Charlotte decide di convertirsi. Miranda scopre le meraviglie del TiVo, ma questo si guasta; Steve riesce ad aggiustarlo, e Miranda è sul punto di dirgli che lo ama, ma si trattiene. 
- Altri interpreti: Rochelle Aytes (Hostess), Kim Campoli (Cameriera del cocktail), Lynn Cohen (Magda), Pierre Epstein (Rabbi Minsch), Evan Handler (Harry Goldenblatt), Angelina Hong (Ragazza venditrice), Jason Lewis (Jerry "Smith" Jerrod), Ron Livingston (Jack Berger), Gregor Manns (Bidello), Julia K. Murney (Rival Raw Woman), Claudia Salinas (Model), Andrew Stewart-Jones (Jules), Stewart Summers (Famigliare), Anthony Veneziale (Jeff), Rich Warren (Uomo delle consegne), Maria Nazzaro (Rivale al ristorante, non accreditata), Monique Soltani (donna, non accreditata)

## Presente perfetto
- Titolo originale: The Perfect Present
- Diretto da: David Frankel
- Scritto da: Jenny Bicks

### Trama
Carrie scopre che in casa di Berger ci sono ancora molti indizi della sua ex, ma cerca di non pensarci; interrogandosi sui suoi ex, chiama Big e i due decidono di rimanere buoni amici. Miranda scopre dei profilattici nella borsa dei pannolini e si arrabbia con Steve, che le rivela di avere una nuova ragazza. Samantha scopre il nome del cameriere, Jerry.
- Altri interpreti: Jennifer Coolidge (Victoria), Pierre Epstein (Rabbi Minsch), Evan Handler (Harry Goldenblatt), Joe James (Cliente del bar n. 1), Jason Lewis (Jerry "Smith" Jerrod), Ron Livingston (Jack Berger), Siouxsana Monson (Ospite del party, non accreditata)

## Il silenzio è d'oro
- Titolo originale: Pick-A-Little, Talk-A-Little
- Diretto da: David Frankel
- Scritto da: Julie Rottenberg, Elisa Zuritsky

### Trama
Carrie porta a cena Berger con le ragazze, e le cose vanno molto bene, tanto che arrivati a casa i due si dicono «Ti amo». Berger fa leggere a Carrie una copia del suo libro: lei lo trova bello ma critica il termine "fermacoda" usato da Berger per indicare l'elastico per i capelli. La coppia discute, ma poi Carrie si scusa e Berger le rivela di essere deluso dall'insuccesso commerciale del suo libro. Charlotte prende confidenza con le tradizioni ebraiche preparando un pranzo tradizionale, ma poi litiga con Harry e i due si lasciano; Samantha scopre che Jerry è un ex alcolista.
- Altri interpreti: Birgit Darby (Jane), Evan Handler (Harry Goldenblatt), Yaani King (Marcy), Liza Lapira (Pam), Jason Lewis (Jerry "Smith" Jerrod), Ron Livingston (Jack Berger), Brenda Ricci (Cliente del ristorante)

## Donne al comando
- Titolo originale: Lights, Camera, Relationship
- Diretto da: Michael Engler
- Scritto da: Michael Patrick King

### Trama
Il libro di Carrie sta avendo molto successo, ma la donna scopre che la sua editrice è stata licenziata e che il contratto di Berger non è stato rinnovato per un secondo libro. Samantha dopo aver visto Jerry a teatro gli cambia nome in Smith e si impegna per fargli avere successo come attore. Miranda cerca di aiutare Steve con il regalo per la sua nuova ragazza, ma è molto depressa, come Charlotte che si chiede se continuare a vedere uomini dopo aver rotto con Harry.
- Altri interpreti: William Abadie (Tony), Mario Cantone (Anthony Marantino), Willie Garson (Stanford Blatch), Jason Lewis (Jerry "Smith" Jerrod), Ron Livingston (Jack Berger), Michael McDerman (Steve), Amy Sedaris (Courtney Masterson), Gloria Votsis (Impiegato di Prada), Jessica Bohl (Cameriera, non accreditata)

## Pausa di riflessione
- Titolo originale: Hop, Skip, and a Week
- Diretto da: Michael Engler
- Scritto da: Amy Harris (accreditata come Amy B. Harris)

### Trama
Charlotte è piena di appuntamenti, ma non trova nessuno del valore di Harry; Miranda chiede in un ufficio di poter lavorare meno ore per stare con Brady. Samantha riesce a far entrare Smith nel cast di un film di Gus Van Sant, mentre Carrie e Berger decidono di prendersi una settimana di pausa. Terminati i sette giorni, i due fanno l'amore, ma Berger se ne va nella notte lasciando Carrie con un post-it attaccato al computer: «Mi spiace, non posso, non odiarmi».
- Altri interpreti: Sara Barnett (Studentessa alla scuola cattolica), Lynn Cohen (Magda), Rosemarie DeWitt (Fern), Evan Handler (Harry Goldenblatt), Jason Lewis (Jerry "Smith" Jerrod), Ron Livingston (Jack Berger), Ryan Ross (Ragazzo gay), Randy Schein (Appuntamento meio), Tricia Springer (Attrice nel video), Scott Hatfield (Scott, unico amico di Harry, non accreditato), Peter Hermann (David, non accreditato), Lisa Jolley (Single ebrea n. 2, non accreditata)

## Il Post-it si attacca sempre due volte
- Titolo originale: The Post-it Always Sticks Twice
- Diretto da: Alan Taylor
- Scritto da: Liz Tuccillo

### Trama
Charlotte e Harry tornano insieme, e lui le chiede di sposarlo: Charlotte accetta, ma è preoccupata perché il primo matrimonio non è andato bene. Le ragazze passano la serata fuori per tirare su il morale di Carrie: Miranda è felice perché finalmente le stanno dei jeans che non metteva da dieci anni, Charlotte è incoraggiata da alcune donne che festeggiano l'addio al nubilato di una di loro e Carrie e Samantha fumano uno spinello. Fermate dalla polizia, Carrie mostra il post-it di Berger e il poliziotto, dopo aver capito la situazione, la lascia andare.
- Altri interpreti: David Wilson Barnes (Andrew), Zofia Borucka (Hostess), Katherine Brecka (Donna con taxi), Brent Crawford (Peter), Suzanne Didonna, Kim Director (Grace), Amo Gulinello (Dave), James Hanlon (Poliziotto), Jason Lewis (Jerry "Smith" Jerrod), Orfeh (Anna), Michele Santopietro (Nicole), Jeanine Serralles (Laureanda n. 3), Michael Showalter (Billy), David Wheir (Ethan), Brock Bradley (Chris, non accreditato), Jon Douglas Rainey (Cliente del club, non accreditato)

## La presa
- Titolo originale: The Catch
- Diretto da: Alan Taylor
- Scritto da: Cindy Chupack

### Trama
Il matrimonio di Charlotte è alle porte: Harry presenta a Carrie il suo testimone, e i due passano la notte insieme. A Carrie però si blocca la schiena e decide di non rivedere più l'uomo. Il matrimonio di Charlotte è sfortunato: a Miranda si brucia il foglio del discorso, a Samantha si rompe un bracciale di perle e Charlotte rischia di cadere, il testimone di Harry insulta Carrie nel corso del pranzo. Carrie consola Charlotte, dicendo che la cerimonia del primo matrimonio è stata perfetta ma il matrimonio un disastro: quindi una cerimonia sfortunata non può che portare bene.
- Altri interpreti: James Thomas Bligh (Ballerino di hora n. 2), Bryan Callen (Howie Halberstein), Mario Cantone (Anthony Marantino), Thomas Daniel (Cameriere), Eleni Fuaixis (Debbie), Willie Garson (Stanford Blatch), Heather Graham (Sé stessa), Scott Hatfield (Scott, testimone di nozze di Harry), Jason Lewis (Jerry "Smith" Jerrod), Sean Palmer (Marcus), Daniel Newman (Rock star, non accreditato)

## Diritto alle scarpe
- Titolo originale: A Woman's Right to Shoes
- Diretto da: Timothy Van Patten
- Scritto da: Jenny Bicks

### Trama
Carrie ha litigato con un'amica sposata e con i figli perché alla sua festa sono sparite le sue scarpe; Charlotte fatica ad abituarsi all'abitudine di Harry di lasciare in giro bustine da tè zuppe e di girare nudo per casa. Miranda conosce il dottor Leeds, medico molto affascinante.
- Altri interpreti: Liam Broggy (Seamus), Samantha Buck (Margot), Greta Cavazzoni (Ragazza venditrice), Dolores Duffy (Cataract Lady), Genevieve Elam (Madre), Linda Evangelista (Venditrice), Willie Garson (Stanford Blatch), Evan Handler (Harry Goldenblatt), Tatum O'Neal (Kyra), Andrew Stewart-Jones (Jules), Blair Underwood (Dr. Robert Leeds), David Brainard (Membro del consiglio dirigente cooptato, non accreditato), Seamus Davey-Fitzpatrick (Ragazzo al ristorante, non accreditato), Marion McCorry (Proprietaria del negozio, non accreditata)

## Ragazzo interrotto
- Titolo originale: Boy, Interrupted
- Diretto da: Timothy Van Patten
- Scritto da: Cindy Chupack

### Trama
Carrie esce con il suo fidanzato del liceo, ma poi scopre che ha problemi psichiatrici. Miranda esce con il dottor Leeds e gli rivela i suoi sentimenti. Samantha soffre il caldo e si spaccia per una signora inglese nell'esclusivo club con piscina di SoHo.
- Altri interpreti: Gráinne de Buitléar (Soho House Manager), David Duchovny (Jeremy), Dolores Duffy (Mrs. McCaffrey), Dennis Funny (Joe Dealer), Willie Garson (Stanford Blatch), Geri Halliwell (Phoebe), Bunny The Lady (Emcee), Sean Palmer (Marcus), Blair Underwood (Dr. Robert Leeds), Brett Coady (Ballerina, non accreditata), Giselle Jones (Shirley Adler, non accreditata), Michael Patrick King (paziente, non accreditato), Joshua Levine (Tipo al bar, non accreditato), Matthew Martini (Prom Partier, non accreditato)

## Effetto domino
- Titolo originale: The Domino Effect
- Diretto da: David Frankel
- Scritto da: Julie Rottenberg, Elisa Zuritsky

### Trama
Carrie scopre che Big deve subire un'angioplastica. Dopo l'operazione lo raggiunge in albergo e gli assicura compagnia e conforto; all'uomo sale la febbre, e chiede a Carrie «Cosa stiamo facendo?». Carrie si chiede se la loro relazione possa ricominciare, ma la mattina dopo lui la tratta con freddezza. Miranda conosce finalmente Debbie, la ragazza di Steve, che sembra geloso del dottore; Charlotte si sottopone a cure per la fertilità, mentre Samantha cade in una buca per evitare che Smith le dia la mano.
- Altri interpreti: Elizabeth Canavan (Barb), Eleni Fuaixis (Debbie), Irene Glezos (Fran), Julie Halston (Bitsy von Muffling), Hoon Lee (Dr. Mao), Jason Lewis (Jerry "Smith" Jerrod), Melissa D. Madison (Carol), Tonye Patano (Ruby), Blair Underwood (Dr. Robert Leeds), Jen Strickland (Receptionista, non accreditato)

## Uno
- Titolo originale: One
- Diretto da: David Frankel
- Scritto da: Michael Patrick King

### Trama
Carrie e Charlotte in una galleria d'arte conoscono l'artista Aleksandr Petrovsky, con cui Carrie esce qualche giorno dopo. Charlotte scopre di essere incinta, ma subisce un aborto pochi giorni dopo; durante il primo compleanno di Brady, Miranda e Steve si baciano. Samantha, scoperto un pelo pubico grigio, si tinge ma ottiene di diventare arancione.
- Altri interpreti: Michail Baryšnikov (Aleksandr Petrovsky), Lynn Cohen (Magda), Eleni Fuaixis (Debbie), Evan Handler (Harry Goldenblatt), Marina Kotovnikov (Cameriera russa), Beth Lapides (Artista), Jason Lewis (Jerry "Smith" Jerrod), Anne Meara (Mary Brady), Andrew Stewart-Jones (Jules), Jerry Stiller (Mr. Brady), Eric Trosman (Ragazzo carino), Blair Underwood (Dr. Robert Leeds)

## L'uomo perfetto
- Titolo originale: Let There Be Light
- Diretto da: Michael Patrick King
- Scritto da: Michael Patrick King

### Trama
Carrie trascorre la notte con Petrosky, ma al risveglio si chiede se non è solo l'ultima delle sue innumerevoli conquiste. Charlotte decide di diventare una guida volontaria per i non vedenti. Steve e Miranda si scontrano col dottor Leeds in ascensore, che non ha accettato di essere stato scaricato; Samantha, dubbiosa sulla sua relazione con Smith, finisce a letto con Richard, ma si accorge del suo sbaglio e di essere innamorata del giovane.
- Altri interpreti: Michail Baryšnikov (Aleksandr Petrovsky), Catherine Campion (Ragazza al party), Sinsu Co (Proprietario del club Posse), Anna George (Padma), Bayne Gibby (Volontaria per i ciechi), Matthew Jay (Barista), Giselle Jones (Ragazza del Fragace), Jill Latiano (Ragazza al party n. 2), Jason Lewis (Jerry "Smith" Jerrod), Brian Nishii (Lee), James Remar (Richard Wright), Chester Riley (buttafuori), Maggie Rizer (Ragazza al party n. 1), Francine Roussel (Violette Challe), Blair Underwood (Dr. Robert Leeds)

## Chi sale e chi scende
- Titolo originale: The Ick Factor
- Diretto da: Wendey Stanzler
- Scritto da: Julie Rottenberg, Elisa Zuritsky

### Trama
Carrie è in confusione per l'eccessivo romanticismo di Petrovsky, a cui una donna di New York non è abituata. Miranda e Steve decidono di sposarsi, e trovano un appartato e romantico giardino nel mezzo di Manhattan in cui celebrare il matrimonio; Charlotte e Harry fanno una cena romantica e costosa, ma finiscono per avere un'intossicazione alimentare per tutta la notte; Samantha, decisa a farsi aumentare il seno, scopre di avere un nodulo cancerogeno.
- Altri interpreti: Michail Baryšnikov (Aleksandr Petrovsky), James Thomas Bligh (Park Gardener), Jean Brassard (Cameriere francese), Lynn Cohen (Magda), Evan Handler (Harry Goldenblatt), Anne Meara (Mary Brady), Louise Scotti (Shopper), Jonah Spear (Cameriere), Rumaisa Rahman (Server, non accreditato)

## Capolinea 38
- Titolo originale: Catch-38
- Diretto da: Michael Engler
- Scritto da: Cindy Chupack

### Trama
Petrosky si rivela a Carrie: le dà le chiavi di casa e il numero del codice segreto dell'allarme, poi le rivela di avere una figlia di 22 anni e di non volerne altri. Carrie si chiede se anche per lei vale la stessa cosa. Samantha sfrutta Smith per ottenere un appuntamento con la dottoressa McAndrew, Miranda e Steve vanno in luna di miele, ma Miranda è sopraffatta dall'eccessivo sesso. Charlotte è terrorizzata quando scopre che Brady ha visto lei e Harry fare l'amore.
- Altri interpreti: Michail Baryšnikov (Aleksandr Petrovsky), Jonathan Espolin (Paparazzo), Branko Glad (Ragazzo del bus), Evan Handler (Harry Goldenblatt), Jason Lewis (Jerry "Smith" Jerrod), Julia Sweeney (Sorella Anne Marie), Amy von Freymann (Receptionista), Maria Gundy (Ospite al funerale, non accreditata), Daniel Koenig (Papà al parco, non accreditato), J.B. Soler (Cameriere del club, non accreditato)

## La dura realtà
- Titolo originale: Out of the Frying Pan
- Diretto da: Michael Engler
- Scritto da: Jenny Bicks

### Trama
Carrie è sconvolta dalla notizia del cancro di Samantha, e Petrovsky non la rincuora dicendole di prepararsi al peggio, avendo perso un'amica per la stessa malattia. Charlotte, triste perché le cure per la fertilità non vanno bene, si consola adottando una cagnolina che chiama come il suo mito, Elizabeth Taylor; Steve propone a Miranda di cercare casa a Brooklyn e la donna è preoccupata di lasciare Manhattan, ma capisce che è necessario per la sua famiglia in crescita. Samantha, sottoposta alla chemioterapia, si rasa a zero, e Smith la imita per solidarietà.
- Altri interpreti: Michail Baryšnikov (Aleksandr Petrovsky), Sinsu Co (Smith's Fan), Evan Handler (Harry Goldenblatt), Dana Ivey (Trudy Stork), Jason Lewis (Jerry "Smith" Jerrod), Heather Van Vleet (Ragazza del club), Cindy Cheung (Infermiera, non accreditata), Dawn Ressy (Fan cinematografica, non accreditata)

## La guerra fredda
- Titolo originale: The Cold War
- Diretto da: Julian Farino
- Scritto da: Aury Wallington

### Trama
Carrie per combattere il freddo si chiude in casa del russo, chiedendosi se hanno realmente qualcosa in comune; tornata a casa dopo una settimana trova una serie di messaggi di Big sulla segreteria, ma li cancella tutti. Charlotte trionfa ad una mostra canina con la piccola Elizabeth Taylor, ma successivamente al parco la cagnetta è montata da una serie di cani; Miranda è sconfortata per tutti i lavori da fare alla nuova casa, ma è grata a Steve quando le mette l'ADSL, che l'avvicina al mondo civilizzato. Samantha diffonde un video hard di lei e Smith per smentire le voci sull'omosessualità di lui.
- Altri interpreti: Michail Baryšnikov (Aleksandr Petrovsky), Catherine A. Callahan (Cliente a colazione), Mario Cantone (Anthony Marantino), David Frei (Dog Show Judge), Willie Garson (Stanford Blatch), Evan Handler (Harry Goldenblatt), Jason Lewis (Jerry "Smith" Jerrod), Mark Margolis (Jean Paul Sandal), Jeffrey Mills (Proprietario del ristorante), Adam Nee (Smith's Fan), Brian Nishii (Lee), Sean Palmer (Marcus), Laila Robins (Audra Clark), Delaine Yates (Ragazza delle pubbliche relazioni n.1), Sam Ross (Ragazza delle pubbliche relazioni n.2)

## Via da New York
- Titolo originale: Splat!
- Diretto da: Julian Farino
- Scritto da: Jenny Bicks, Cindy Chupack

### Trama
Il russo propone a Carrie di trasferirsi a Parigi. Carrie capisce che le sue amiche sono andate avanti con la loro vita: Charlotte si è sposata e deve affrontare la gravidanza della sua cagnolina, Miranda ha messo su famiglia, Samantha ha una relazione stabile duratura, e si chiede se non sia ora di andare avanti anche per lei. Così accetta la proposta di Petrovsky. Comunica tutto alle ragazze, ma Miranda le fa intendere che non è d'accordo e che l'uomo non le piace.
- Altri interpreti: Michail Baryšnikov (Aleksandr Petrovsky), Candice Bergen (Enid Frick), Liza Colón-Zayas (Melita), Tom Deckman (Ragazzo del negozio di animali), Juliana Fine (Hostess), Willie Garson (Stanford Blatch), Ronald Guttman (Andre DiBiachi), Evan Handler (Harry Goldenblatt), Eli Harris (Procuratore legale), Sakina Jaffrey (Rama Patel), Kristen Johnston (Lexi Featherston), Demetrios Kalkanis (Cameriere del Dorado), Jason Lewis (Jerry "Smith" Jerrod), Sean Palmer (Marcus), Wallace Shawn (Martin Grable), Rob Findlay (Cameriere, non accreditato), Peggy Friend (Cliente del ristorante non accreditata), Turi Haim (Partecipante al funerale, non accreditato)

## Un'americana a Parigi - 1ª parte
- Titolo originale: An American Girl in Paris: Part Une
- Diretto da: Timothy Van Patten
- Scritto da: Michael Patrick King

### Trama
Carrie incontra Big, ma gli dice che è finita per sempre; dice addio alle ragazze con una cena in cui tutte si commuovono, e poi lascia New York. Carrie si innamora all'istante di Parigi, ma col passare dei giorni si sente sola; la sua tristezza aumenta quando perde una collana che aveva comprato in compagnia delle amiche. Charlotte, a casa di Carrie per ritirare la posta, intercetta una telefonata di Big che le dice che la ama ancora. Rispondendogli, si danno appuntamento in un bar insieme a Miranda e Samantha. Big chiede loro se ci sia ancora la possibilità che Carrie lo ami e Miranda, sapendo che Carrie lo pensa ancora, gli ammette ciò che sente Carrie. Big, dunque, andrà a Parigi a riprenderla.
- Altri interpreti: Michail Baryšnikov (Aleksandr Petrovsky), Cécile Cassel (Chloé Petrovsky), Thomas Chabrol (Andre), Anne De Salvo (Sheila), Yetta Gottesman (Cameriera), Evan Handler (Harry Goldenblatt), Jason Lewis (Jerry "Smith" Jerrod), Sonia McCullum (Anne), Alberto Vazquez (Raul, non accreditato)

## Un'americana a Parigi - 2ª parte
- Titolo originale: An American Girl in Paris: Part Deux
- Diretto da: Timothy Van Patten
- Scritto da: Michael Patrick King

### Trama
Carrie è sempre più sola: il russo non si presenta ad un pranzo con l'ex moglie, lasciando le due donne da sole, in più Carrie ha difficoltà con la lingua e le mancano le sue amiche. Nel frattempo, Samantha è in crisi perché la chemio le abbassa il desiderio e Charlotte non riesce a portare a buon fine l'adozione di un bambino, mentre Miranda deve aiutare la mamma di Steve, non più in grado di prendersi cura di se stessa. Carrie viene abbandonata dal russo durante la prima serata della mostra, e torna in albergo; al ritorno di Petrovsky, Carrie lo lascia. Nella hall incontra Big casualmente, che le dichiara il suo amore e il suo intento di riportarla a New York.
Il giorno dopo, le quattro amiche si ritrovano al solito bar: Carrie e Big (il cui vero nome è John) stanno finalmente insieme, Charlotte adotterà una bambina cinese, Samantha è finalmente felice e ha una relazione stabile col suo uomo e Miranda ha trovato la serenità della famiglia.
- Altri interpreti: Michail Baryšnikov (Aleksandr Petrovsky), Nicolas Berger (Trendy Waiter), Marc Berman (Impiegato del turno di notte), Myriam Blanckaert (Evelyn alla libreria), Carole Bouquet (Juliette), Mario Cantone (Anthony Marantino), Lynn Cohen (Magda), Michaël Cohen (Portiere), Francis Dumaurier (Guardia del museo), Marc Forget (Curatore del museo), Simon Fortin (Cameriera al bistot), Alicia Goranson (Amber - madre partoriente), Evan Handler (Harry Goldenblatt), Gerard James (Turista sulla barca), Jason Lewis (Jerry "Smith" Jerrod), Steven Lock (Colorista maschio), Anne Meara (Mary Brady), Julien Rouleau (Paul alla libreria), Randy Ryan (Wayne - Birth Father), Alberto Vazquez (Raul non accreditato)